# 格利泽829
格利泽829 是位於飛馬座中由兩顆紅矮星組成的雙星系統。 基於視差測量，距離太陽約為22光年。 該系統將在大約91,000年後最接近太陽，屆時它的近日點距離將達到17.65光年﹙5.41秒差距﹚。

## 特性
主星的溫度為3400K。它的光譜分類為M3.0Ve，B-V 顏色指數為1.61，也稱為Ross 775。它的視星等為10.35。